# Myosotis alpestris
Il nontiscordardimé alpino (Myosotis alpestris F.W.Schmidt, 1794) è una pianta erbacea perenne appartenente alla famiglia delle Boraginacee.

## Descrizione
La pianta ha un fusto eretto che raggiunge circa 30 cm di altezza, ha le foglie piccole e ispide, mentre i fiori possono essere celesti, blu, bianco, rosa e raramente gialli (Il centro del fiore è giallo). Predilige le zone molto soleggiate.

## Distribuzione e habitat
La pianta è originaria dell'Asia temperata e dell'Europa.

## Tassonomia
Sono state descritte le seguenti sottospecie:
- Myosotis alpestris subsp. alpestris
- Myosotis alpestris subsp. mrkvickana (Velen.) Strid
- Myosotis alpestris subsp. pyrenaica (Douin) Litard.
- Myosotis alpestris subsp. suaveolens (Waldst. & Kit. ex Willd.) Strid

## Galleria d'immagini

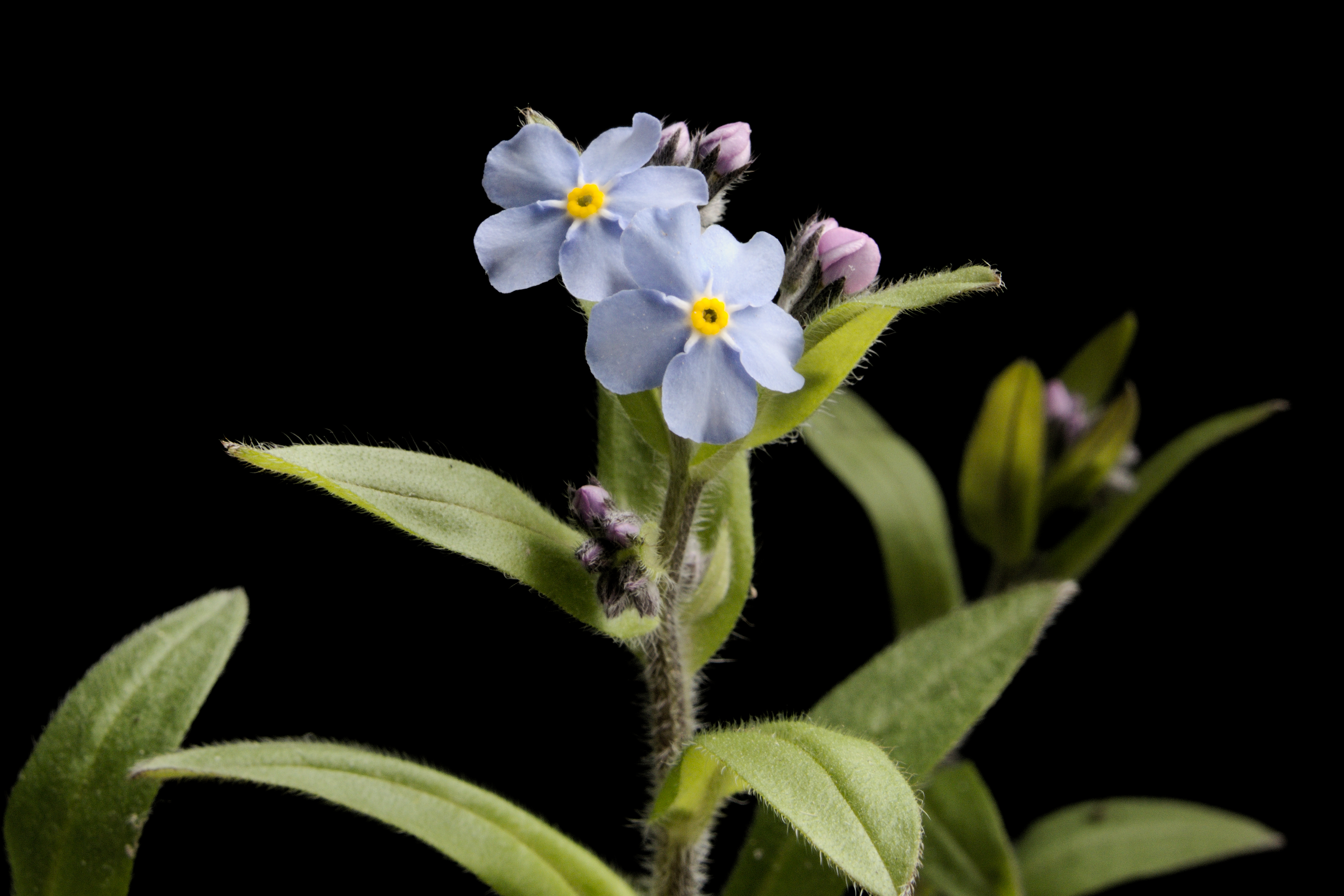
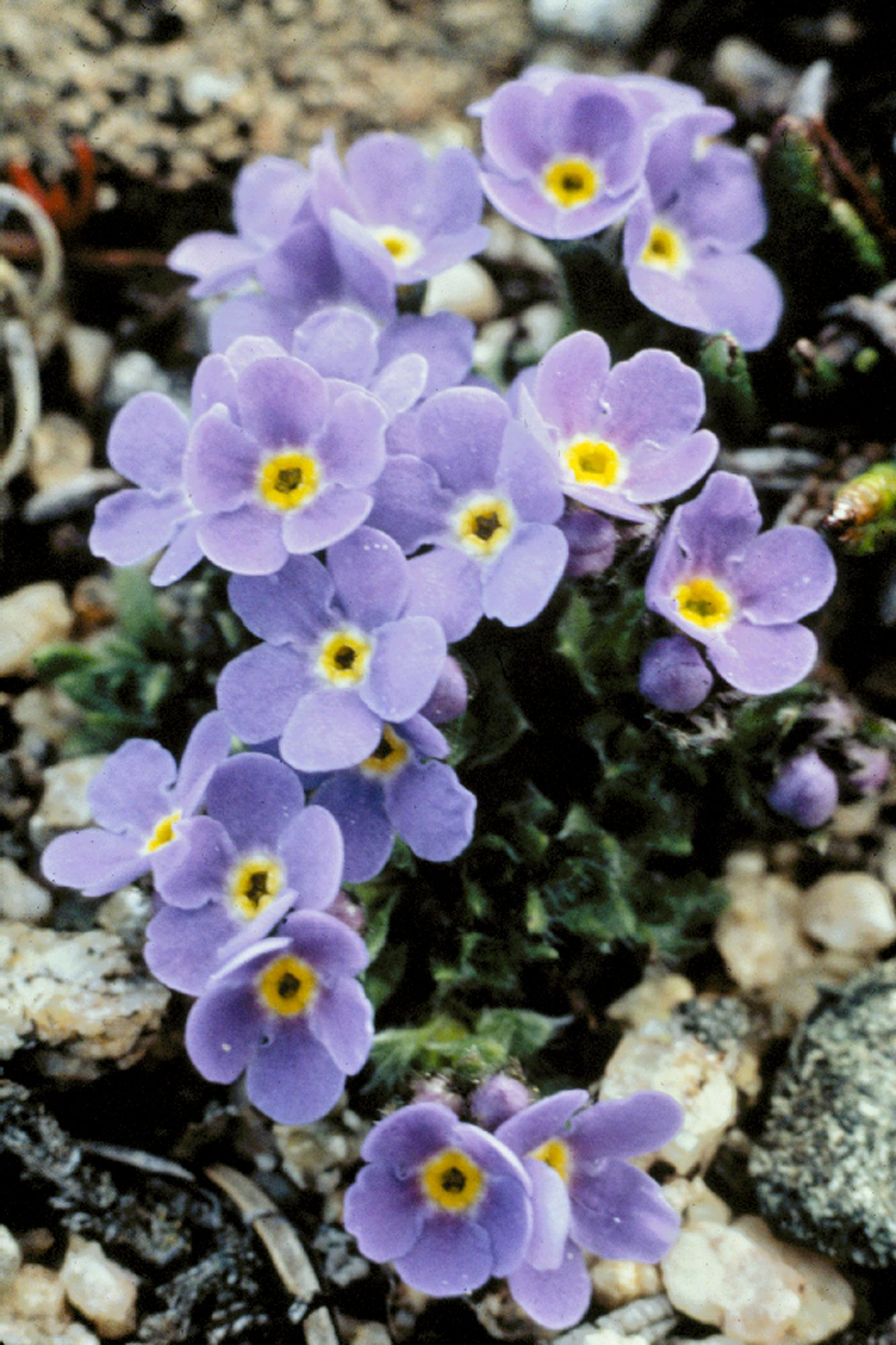
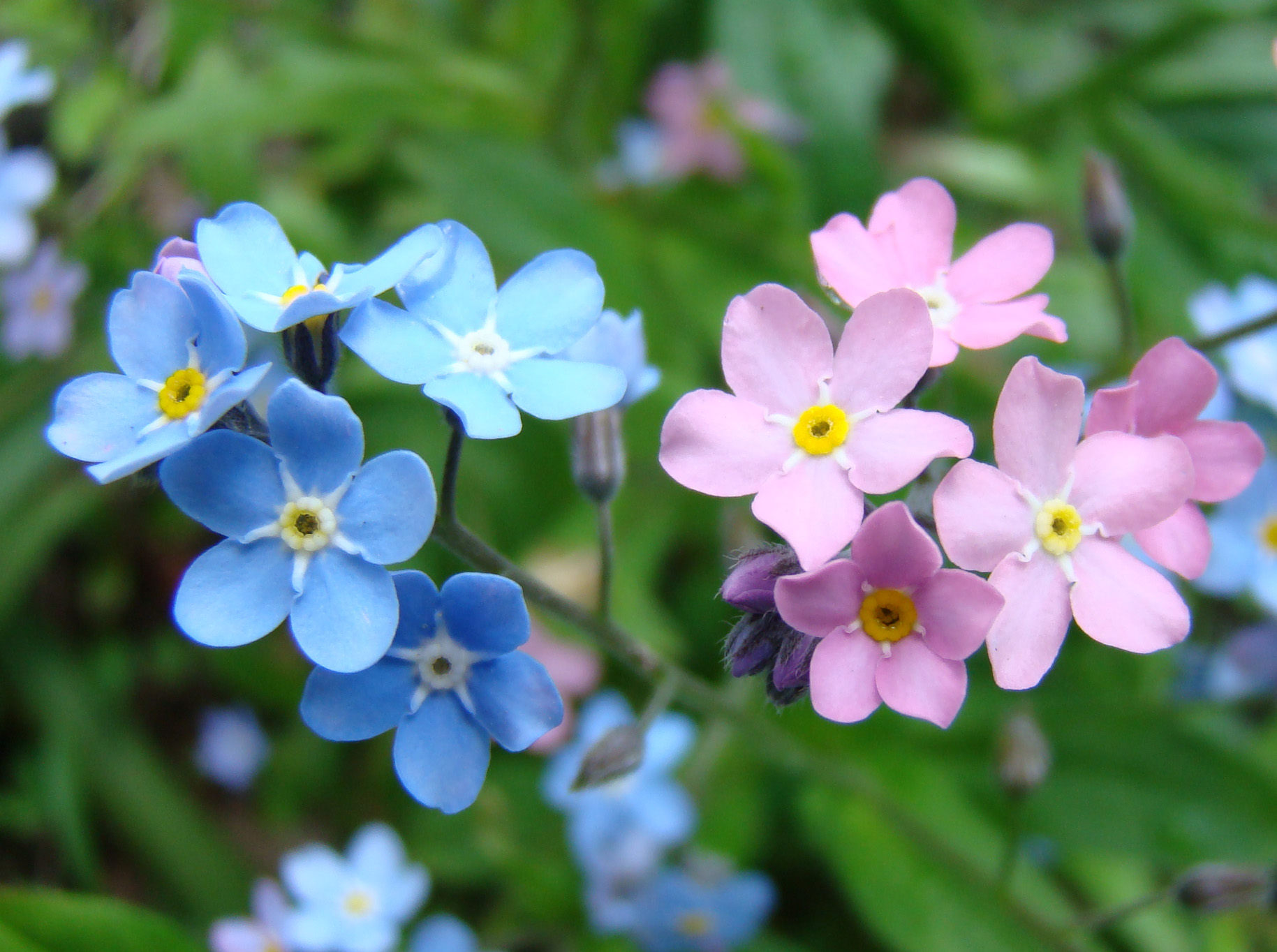
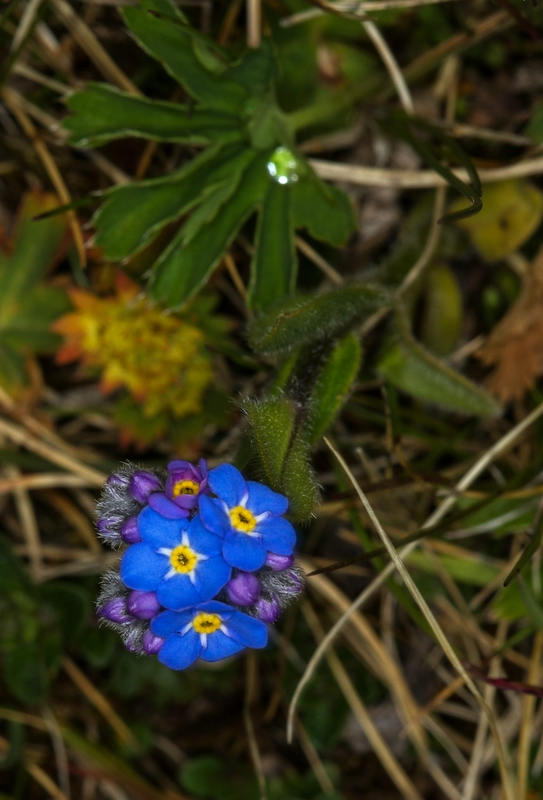